# Ravensburger
Ravensburger AG es una empresa alemana dedicada a la fabricación de juegos y  juguetes, líder del mercado europeo de los rompecabezas.

## Historia
La compañía fue fundada por Otto Robert Maier en la ciudad de Ravensburg, situada en la región de la Alta Suabia en el sur de Alemania. En 1883 comenzó a editar material técnico para dibujantes y arquitectos, negocio que le permitió adquirir rápidamente una sólida base financiera. Su primer juego de mesa, «Viaje alrededor del mundo», apareció en 1884. 
A comienzos del siglo XX, su línea de productos se amplió para incluir cuadernos de dibujo, libros de actividades para niños, manuales para aprender a pintar, libros de no-ficción, y libros de referencias, así como juegos infantiles, Familias Felices y cajas de actividades. En 1900 la empresa registró  su logotipo del triángulo azul  como marca registrada en la Oficina de Patentes Imperial. A partir de 1912 comenzó a exportar versiones de sus juegos de mesa y de habilidad adaptados a los países de Europa Occidental, del Imperio Austro-Húngaro y a Rusia.
Antes de la Primera Guerra Mundial, Ravensburger tenía una gama de alrededor de 800 productos.  La casa editorial sufrió los efectos de la Segunda Guerra Mundial, aunque pudo continuar la producción de sus juegos durante los años de la reconstrucción. Centrada en los juegos y los libros infantiles, Ravensburger se especializó en libros de arte, arquitectura y hobbys, y a partir de 1962 creció fuertemente. La producción de rompecabezas se inició en 1964, en el mismo año en que abrió filiales en Austria, Francia, Italia, los Países Bajos, Suiza y el Reino Unido.  En 1977 la compañía se dividió en dos ramas: una dedicada a los libros, y la otra a los juegos.
En 2010 tenía un catálogo con aproximadamente 1.800 libros y unos 850 juegos disponibles, tales como rompecabezas, productos para aficiones y títulos de CD ROM. Sus productos son exportados a más de cincuenta países.
En septiembre de 2010, Ravensburger batió el anterior récord establecido por Educa (con un puzle de 24.000 piezas),  al comercializar el rompecabezas más grande del mundo con un diseño del artista Keith Haring, denominado: «Keith Haring: Doble Retrospect», que se inscribió en el Libro Guinness de los récords, con 32.256 piezas y unas dimensiones de 5,18 m x 1,82 m (incluye su propio carrito para transportarlo). En septiembre de 2016, Ravensburger volvió a batir su propio récord, con un rompecabezas de 40.320 piezas, donde se muestran diez escenas de Disney, y mide 6,80 m por 1,92 m una vez ensamblado. Posteriormente Educa ha sacado al mercado un nuevo puzle de 42000 piezas que desbanca al  de  Ravensburger.
La compañía sueca fabricante de trenes de juguete BRIO fue adquirida por el Grupo Ravensburger el 8 de enero de 2015.

## Juegos notables
Con carácter general, sus productos más conocidos son los rompecabezas y los memoramas, aunque su gama de productos es muy amplia, con numerosos juegos de mesa (en ocasiones ligados a franquicias comerciales populares de éxito); juegos de mesa clásicos (como el Reversi); o juegos de creación más reciente (como el Puerto Rico).
En su página en español, la compañía distingue cuatro líneas de productos:
- Puzles (rompecabezas para adultos, niños, puzles 3D, y accesorios)
- Juegos (clásicos para niños, de familia, eductativos, infantiles y Memory)
- Artístico (Mandala, Fashion Designer, Aquarelle, Perlas y Pulseras)
- Personajes (Asterix, Avengers, Big Hero 6, Bob Esponja, Buscando a Nemo...)

En su gama de edificios famosos representados en rompecabezas 3D se encuentran la Torre Eiffel, el Big Ben, el Empire State Building o el Taj Mahal.